# Lennart Meri
Lennart Meri (29. března 1929 Tallinn – 14. března 2006 Tallinn) byl estonský spisovatel, historik, filmový režisér a politik, který byl v letech 1992–2001 estonským prezidentem.

## Dětství a studia
Lennart Meri se narodil v Tallinnu jako syn estonského diplomata Georga Meriho a Alice-Brigitty Engmannové. Se svou rodinou opustil Estonsko ve velmi útlém věku a vzdělání tak získával v Berlíně, Paříži či Londýně. Se svou rodinou se nicméně nacházel v Estonsku v době počátku okupace země Sovětským svazem v červnu 1940. V roce 1941 byla Meriho rodina deportována na Sibiř a sdílela tak stejný osud jako tisíce dalších Estonců, Litevců a Lotyšů.
Během svého pobytu v exilu se Meri začal zajímat o další ugrofinské jazyky, které kolem sebe slyšel. Jeho zaujetí etnickou a kulturní spřízněností ugrofinské rodiny se později stalo častým námětem jeho prací. Meriho rodina léta na Sibiři přežila a žila i nadále v Estonsku. V roce 1953 dokončil Lennart Meri studium na Univerzitě v Tartu.

## Profesní život
Političtí představitelé Merimu nepovolili, aby pracoval jako historik, působil tedy jako dramatik ve Vanemuine, nejstarším divadle v Estonsku. Svou první knihu, která byla veřejností přijata velmi dobře, napsal po své cestě do pohoří Ťan-šan v centrální Asii a do pouště Karakum v roce 1958.
Jeho snímky byly sice v Sovětském svazu zakazovány, v západním světě však oceňovány. Ve finských školách byly jeho filmy a texty používány jako studijní materiály. V sedmdesátých a osmdesátých letech cestoval do oblasti Sibiře a sovětského dálného východu a své zkušenosti posléze sděloval v mnoha knihách, které byly v této době v Estonsku velmi populární. Díky svým vynikajícím jazykovým znalostem také často překládal zahraniční autory. V roce 1988 založil nevládní Estonský institut (Eesti Instituut) sloužící k prohlubování kontaktů se západem a k vysílání estonských studentů do zahraničí.

## Politická kariéra
Po prvních svobodných volbách v roce 1990 se stal ministrem zahraničních věcí. V této funkci se obklopil mladými vzdělanými lidmi, většinou anglicky hovořícími. Jeho snahou bylo vytvořit otevřený komunikační kanál směrem na západ a prezentovat Estonsko co nejlépe na mezinárodní scéně. 6. října 1992 byl zvolen druhým prezidentem Estonské republiky a 20. září 1996 byl znovuzvolen.

## Osobní život
Lennart Meri byl dvakrát ženatý. Z těchto manželství vzešly tři děti: synové Mart Meri (* 1959) a Kristjan Meri (* 1966) a dcera Tuule Meri (* 1985).

## Vyznamenání
- rytíř Řádu slona, Dánsko, 12. dubna 1994
- velkokříž s řetězem Řádu bílé růže, Finsko, 1995
- velkokříž Řádu aztéckého orla, Mexiko, 1995
- rytíř Řádu Serafínů, Švédsko, 6. září 1995
- řádový řetěz Řádu kříže země Panny Marie, Estonsko, 10. září 1995[1]
- velkokříž s řetězem Řádu tří hvězd, Lotyšsko, 1996
- velkokříž Záslužného řádu Maďarské republiky, Maďarsko, 1997
- rytíř velkokříže Řádu zásluh o Italskou republiku, Itálie, 22. května 1997[2]
- velkokříž Řádu Vitolda Velikého, Litva, 19. srpna 1997[3]
- velkokříž Řádu islandského sokola, Island, 1998
- rytíř velkokříže Řádu svatého Olafa, Norsko, 1998
- Řád bílé orlice, Polsko, 27. dubna 1998[4]
- velkokříž Řádu Spasitele, Řecko, 1999
- velkokříž speciální třídy Záslužného řádu Spolkové republiky Německo, Německo, 2000
- velkokříž Řádu čestné legie, Francie, 2001
- velkokříž Národního řádu za zásluhy, Malta, 26. dubna 2001[5]
- Velkokříž Řádu prince Jindřicha, Portugalsko, 29. května 2003[6]
- Řád státního znaku I. třídy, Estonsko, 23. února 2006[7]
- řádový řetěz Řádu státního znaku in memoriam, Estonsko, 23. února 2008[8]

## Překlady
- Kde je „ultima Thule“ (výňatky z Hõbevalge). Tvar 6, 1995, 14, s. 16–17. Přel. Vladimír Macura.
- Pod klenbou polární záře (Virmaliste väraval). Panorama, Praha 1983. Přel. Vladimír Macura.
- Z projevu estonského prezidenta ve výboru NATO 25. listopadu 1992. Baltika 1993, 8, s. 31–34. Přel. Richard Frič.

## Památka
V roce 2009 byl na jeho počest pojmenováno letiště v Tallinnu (Lennart Meri Tallinna lennujaam).